# Comuna Derhanivka, Rujîn
Derhanivka (în ucraineană Дерганівська сільська рада) este o comună în raionul Rujîn, regiunea Jîtomîr, Ucraina, formată din satele Derhanivka (reședința), Kordonivka și Mareanivka.

## Demografie
Componența lingvistică a comunei Derhanivka
     Ucraineană (97,92%)
     Alte limbi (0,5%)
Conform recensământului din 2001, majoritatea populației comunei Derhanivka era vorbitoare de ucraineană (97,92%), existând în minoritate și vorbitori de polonă (1,59%).